# كم جونغ سك
كم جونغ سك (بالإنجليزية: Kim Jong-suk) (و. 1917 – 1949 م) هي سياسية، ودبلوماسية كوري شمالية، كانت عضوةً في الحزب الشيوعي الصيني، وحزب العمال الكوري، توفيت في بيونغيانغ، عن عمر يناهز 32 عاماً، بسبب مرض.